# Love at First Sight (Sonny Rollins)
Love at First Sight è un album in studio del sassofonista jazz statunitense Sonny Rollins, pubblicato nel 1980.

## Tracce
1. Little Lu (Sonny Rollins) – 6:38
2. The Dream That We Fell Out of (Stanley Clarke) – 4:14
3. Strode Rode (Rollins) – 7:33
4. The Very Thought of You (Ray Noble) – 5:38
5. Caress (George Duke) – 7:25
6. Double Feature (Clarke, Rollins) – 4:51

## Formazione
- Sonny Rollins – sassofono tenore, lyricon
- George Duke – piano, piano elettrico
- Stanley Clarke – basso elettrico
- Al Foster – batteria (tracce 1–3, 5)
- Bill Summers – conga, percussioni (1, 5)